# Bordás serleggomba
A bordás serleggomba (Helvella acetabulum) a papsapkagombafélék családjába tartozó, Eurázsiában és Amerikában honos, nem ehető gombafaj. Egyéb elnevezései: földalatti serleggomba, nyeles serleggomba, serleges papsapkagomba.

## Megjelenése
A bordás serlegggomba termőteste 3-8 cm széles, alakja kezdetben lapított, majd serleg formájú. Sokszor csak kívül-belül barnás, szürkésbarnás (belül némileg sötétebb) csészéje emelkedik ki az avarból. A termőtest lent fehéres tönkszerű részben folytatódik, amely hosszan, jól láthatóan bordázott, erősen árkolt, belül kamrákra osztott. A bordák szélesen elágazva felfutnak a serleg külső oldalára.
Húsa a serlegben vékony, barna, törékeny; az alsó, tönkszerű részében fehéres és szívós. Szaga és íze nem jellegzetes. 
A termőréteg a csésze belső oldalán található. Spórái elliptikusak, simák, belül egy nagy központi olajcseppel; méretük 16-20 x 11-14 µm.

### Hasonló fajok
A szürke bordásnyelű papsapkagombával, esetleg a nem bordás csészéjű sima papsapkagombával lehet összetéveszteni. Egyikük sem ehető.  

## Elterjedése és termőhelye
Eurázsiában (Európa, Közel-Kelet, Kína, Japán) és Észak-Amerikában honos. Magyarországon gyakori.
Meszes, homokos talajú lomb- és fenyőerdőben, világos helyeken, útszéleken található meg. Áprilistól júniusig terem.
Fogyasztásra nem alkalmas. 

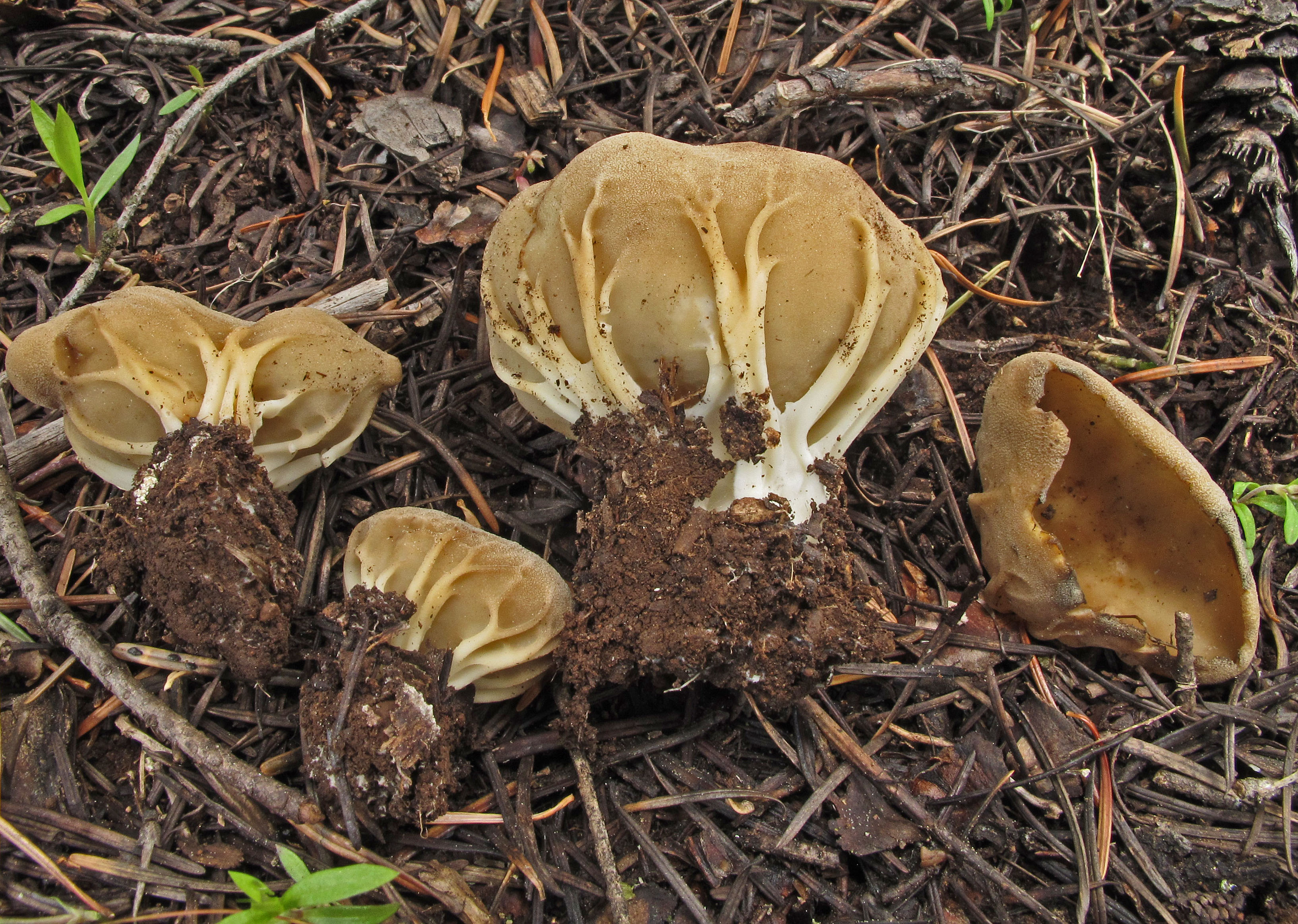
Bordás serleggomba
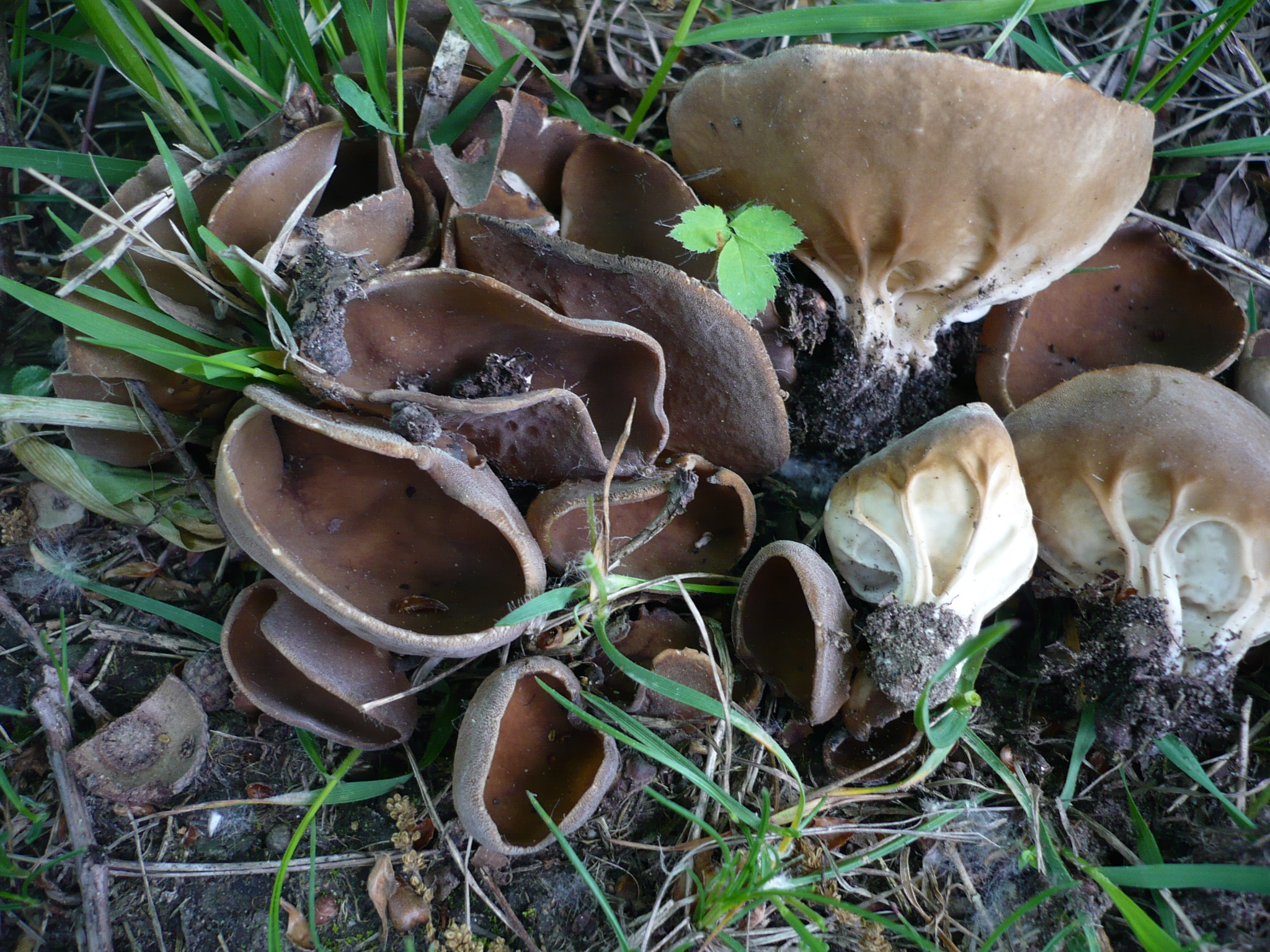
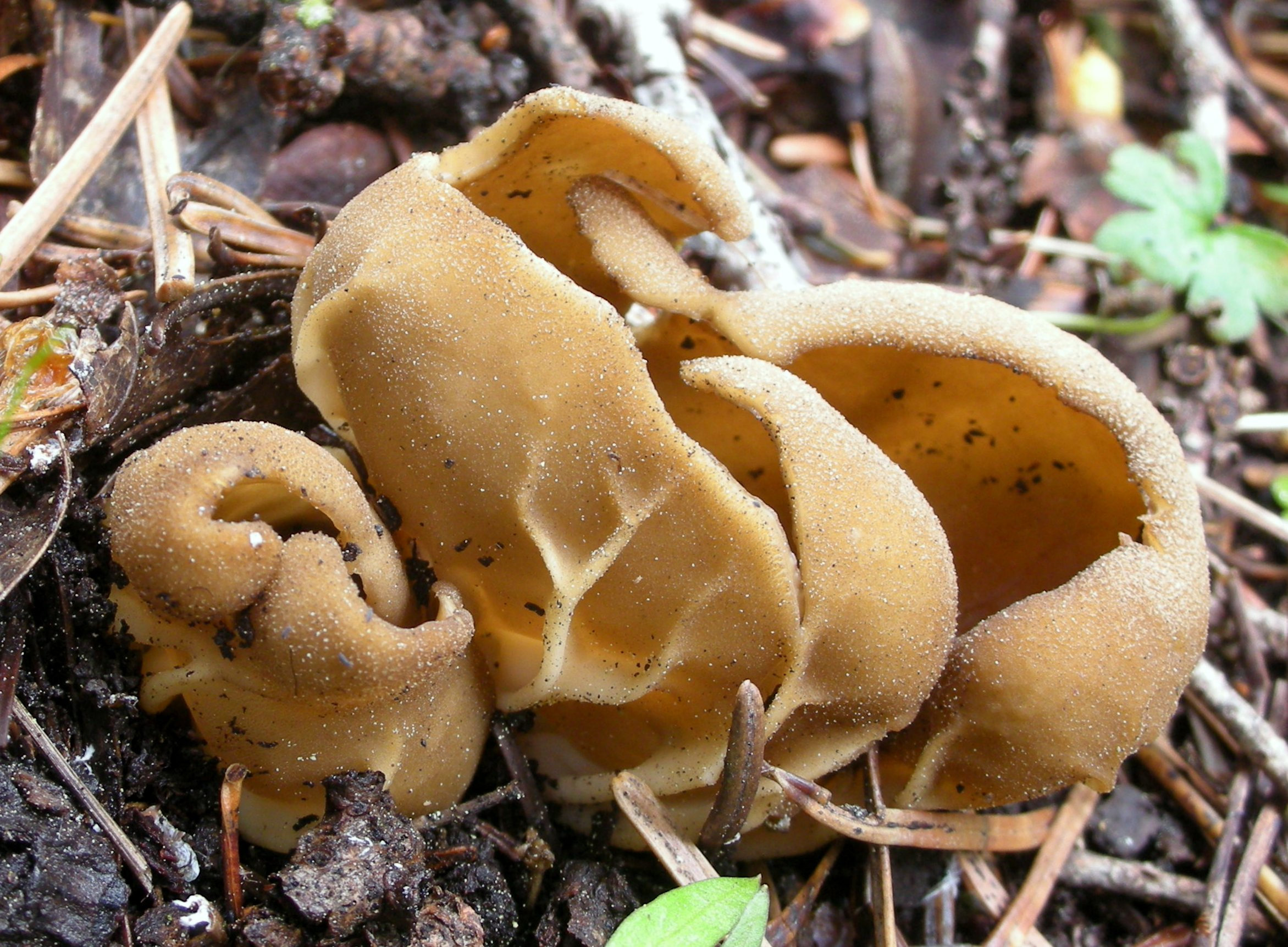
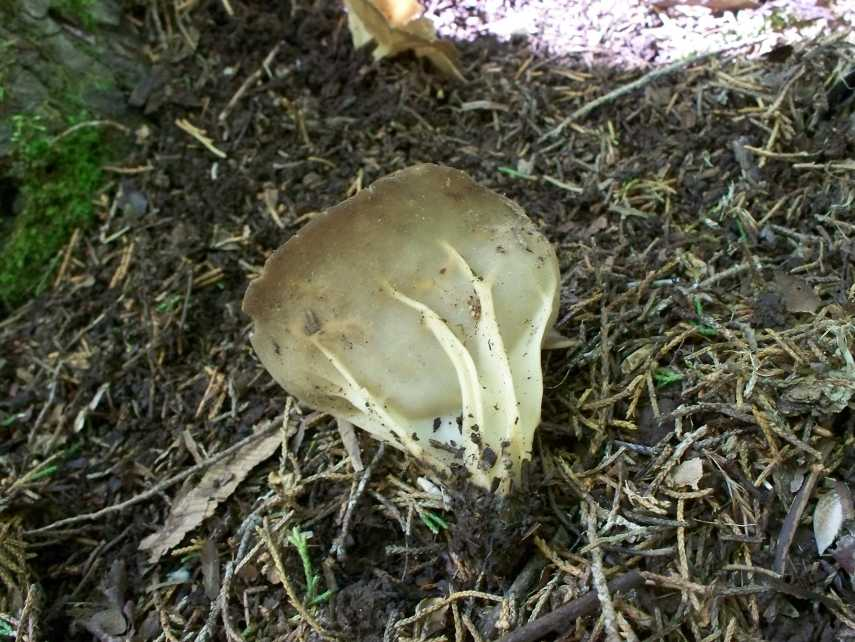
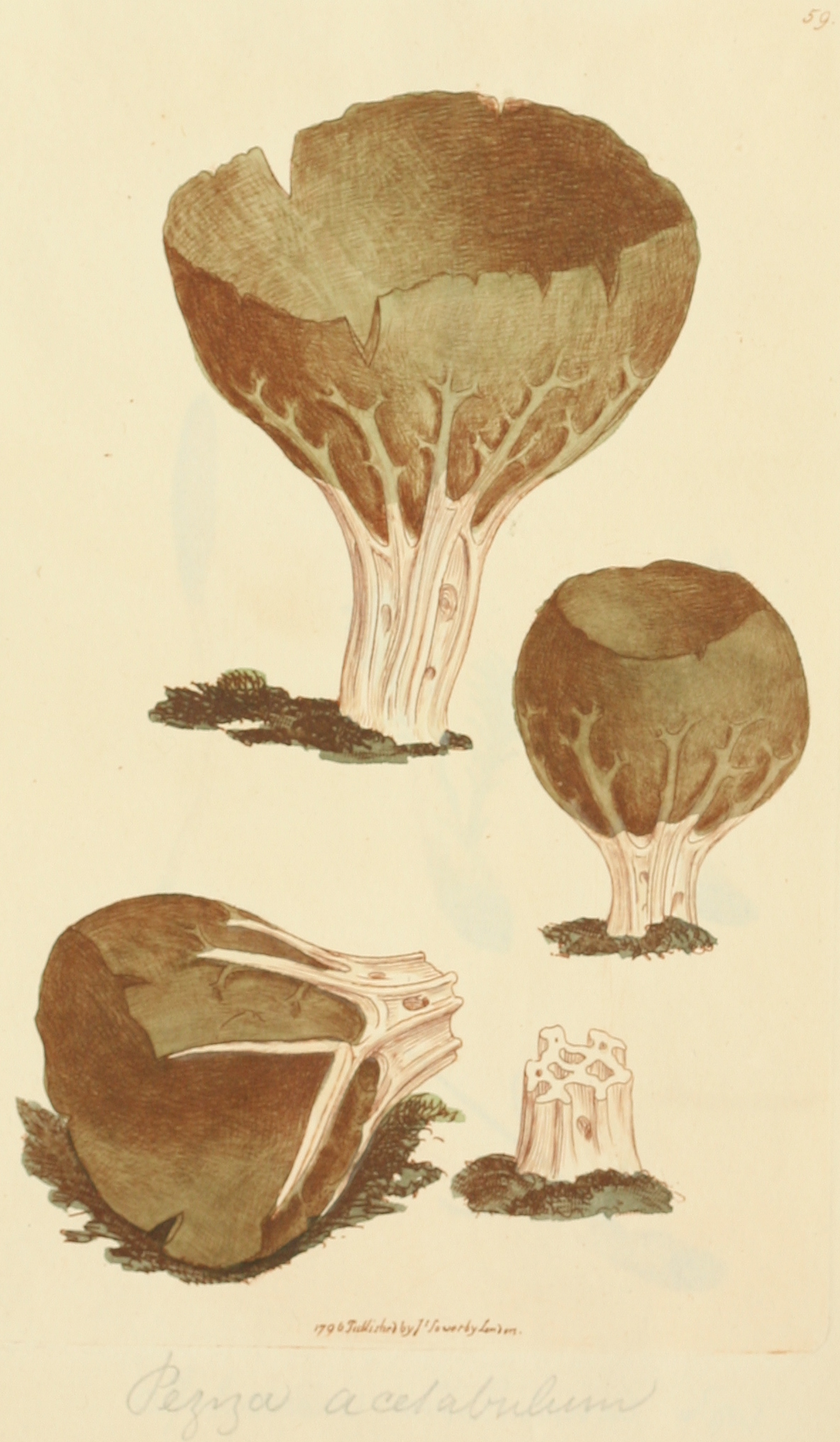
Ábrázolása egy brit gombakönyvben (1797-1809)